# 皖东
皖东即安徽省东部，狭义上指的是嵌入江苏省的天长市；广义上包括滁州市、马鞍山市等地。

## 交通
马滁扬高速公路连接皖东各个城市。